# 短刀行
短刀行是東樓所著武俠小說「碧血黃金」系列的第三部，完成於1991年。三立電視台於1999年將其改編成電視劇《刀歌‧短刀行》，由張衛健、屈中恆、林小樓領銜主演。

## 劇情
故事開始是武林盟主沈玉門被意圖獨霸武林的青衣樓所殺害，為維護武林安全，故找來與沈玉門長得一模一樣的酒樓廚子小孟做替身，重整武林。
故事就是從小孟當來武林盟主的替身之後開始的故事。

## 角色介紹
（）內為電視劇中的名字
- 沈玉門：張衛健
金陵沈家二公子（電視劇中為大公子，武林盟主），武藝高強，卻一開場就死在陳士元的手下，故揚州小孟（故事的主角）被找來做其替身。
- 揚州小孟（孟小花）：張衛健
故事的主角，江南第一名廚杜老刀的徒弟，揚州一品居大廚，烹飪奇才，由於長相相似成為沈玉門的替身。本來不懂武功但廚藝高超，後得武當無心道長傳授武功及度身訂造屬於孟小花的寶刀，再得到身邊七個女人給予其部份功力，最終打敗了陳士元。（書中的小孟沉著冷靜，足智多謀。電視劇中個性變得略為軟弱，直到後期才變得堅強。而電視劇接近尾聲時，沈玉門的母親向大家公佈了孟小花的真實身份。）【生性寬懷慈悲心；手持短刀任我行。】
- 沈玉虎
金陵沈家大公子，早年為救少林而死。（電視劇中為二公子，與沈玉門不睦，後來在孟小花的努力下與「沈玉門」和好。）
- 石寶山：周紹棟
沈家的總管，以侍奉沈家為豪，可以為了沈家出生入死，再所不惜。
- 顏寶鳳（顏熙鳳）：崔紅紅
沈玉虎遺孀，太原「紫鳳旗」龍頭老大顏老爺子之女，個性強勢，沈家大大小小的事都由她負責。（電視劇中為沈玉門的妻子，且把自身的功力過給小孟。）
- 程景泰：張振寰
沈玉門的結拜大哥，魯東「金刀會」總瓢把子。（電視劇中變成沈玉門是大哥，程景泰是二哥。後與青衣樓勾結，背叛沈玉門，當上武林盟主。門派也從「金刀會」變成「正義門」。）【道貌岸然背仁義；笑裡藏刀攻心機。】
- 孫尚香：屈中恆
沈玉門的好友，五湖龍王之子。（電視劇中為沈玉門的結拜三弟）
- 解紅梅：劉玉婷
小孟的愛人，「千手如來」解進與峨嵋派汪蓉之女。是最早知道小孟是沈玉門替身的人，送給小孟一把短刀——峨嵋寶刀「六月飛霜」，在打敗陳士元後跟孟小花遠走高飛。
- 駱大小姐（駱景楓）：周莉
沈玉門的朋友，京中九城大豪駱燕北之女，喜歡沈玉門。
- 唐三姑娘（唐三妹）：劉思彤
沈玉門的朋友，蜀中唐門唐大先生之女，擅長使毒，喜歡沈玉門。
- 秦姑娘（秦玉嵐）：周木揚
沈玉門的朋友，太原「紫鳳旗」，顏寶鳳的師妹（電視劇中為顏熙鳳的表妹），喜歡沈玉門。
- 水仙：林小樓
沈玉門的貼身女僕，在沈玉門（小孟）回到沈家後，幫忙小孟許多。（電視劇中喜歡孟小花）
- 無心道長：陳鴻烈
雲遊道人，武當掌門無為道長的師兄，武學奇才，曾指點沈玉虎、石寶山等人武功，好下棋但屢次輸給小孟，故傳授小孟內功和短刀刀法。
- 陳士元：龍天翔
青衣十三樓總舵主，武林中公認的第一高手，以「胭脂寶刀」雄霸武林。（電視劇中改使飞廉大砍刀，最後被孟小花打敗）